# مقهى كل الأمم

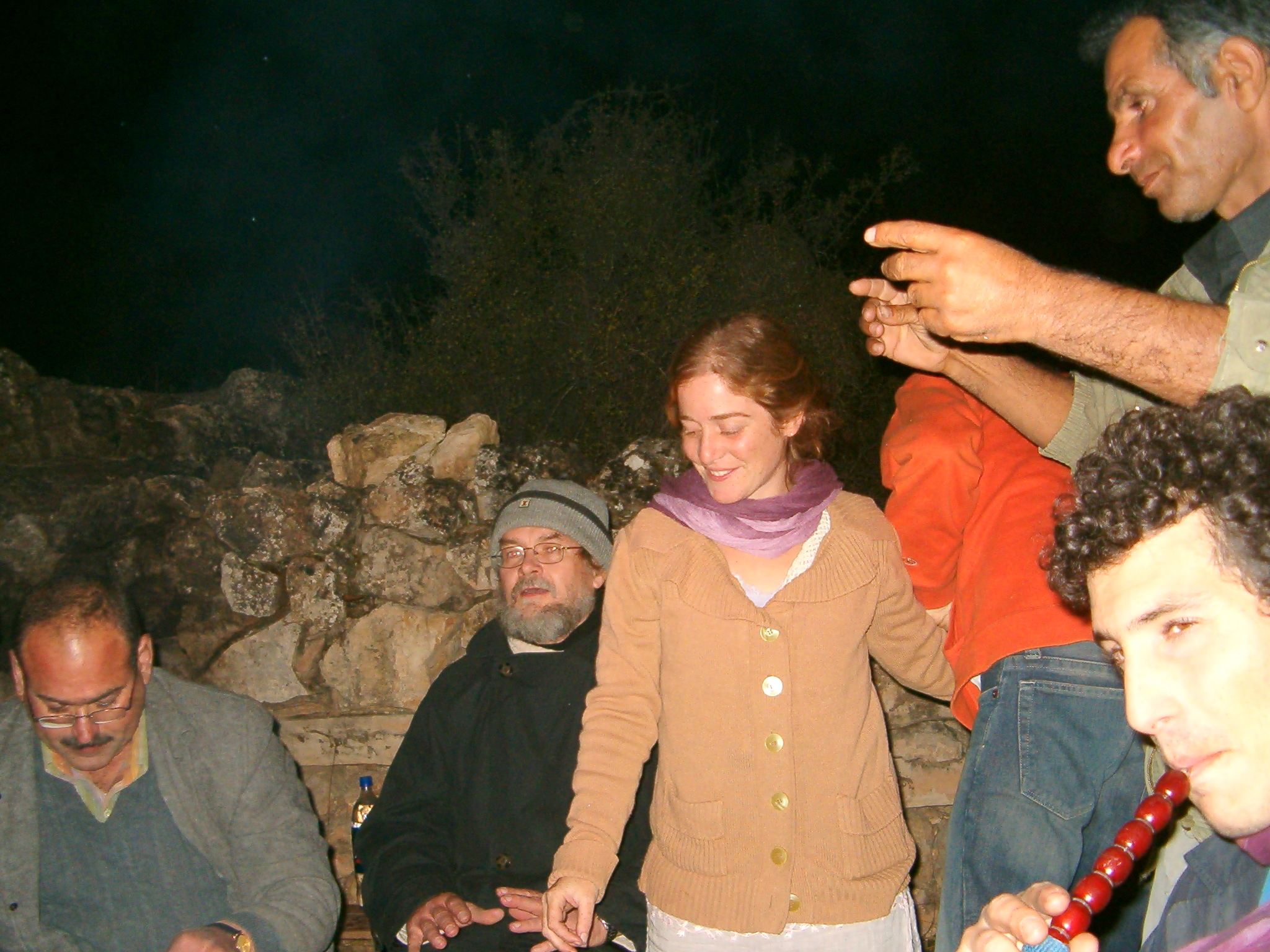
فلسطينيون وإسرائيليون يحتفلون في تجمع مقهى كل الأمم، عين هنية ، 27 نوفمبر / تشرين الثاني 2007

كان مقهى كل الأمم مشروع ضيافة ثقافي أسسه فريق من الإسرائيليين والفلسطينيين والأجانب في القدس الشرقية، بالقرب من حديقة الجثسيماني في عام 2003 خلال الانتفاضة الثانية
في عامي 2004 و2005 ، توسع المقهى ليشمل الموسيقيين والفنانين الثقافيين، ونظم فعاليات في مواقع أخرى، بما في ذلك مهرجان جرش وعمان، النبي موسى، سويسرا، ألمانيا، إنجلترا، وشبه جزيرة سيناء.
في عام 2006، أطلق المقهى تجمعات ثقافية أسبوعية للفلسطينيين والإسرائيليين بالقرب من عين حنية في المنطقة التاريخية الحرام بين القدس وبيت لحم توسعت هذه التجمعات لتشمل المخيمات الصيفية، والعمل الزراعي مع المزارعين المحليين، وحملات تنظيف الطبيعة.
تتمثل إحدى السمات الفريدة لعمل المقهى في افتقاره إلى الأجندة السياسية، وإمكانية الوصول إليه للأشخاص من خلفيات متنوعة، بما في ذلك الفقراء والأغنياء، والمقاتلين وصانعي السلام، والمدنيين والجنود، واللاجئين والمستوطنين، والنساء والرجال، والأشخاص ذوي الإعاقة، الناس من مختلف الأديان، إلخ.
في عام 2008، قاد فريق مقهى كل الأمم "قافلة الأرض المقدسة" عبر القدس والضفة الغربية، لإنتاج فيلم وثائقي يحمل نفس العنوان.